# Anisus leucostoma
Anisus leucostoma е вид коремоного от семейство Planorbidae.

## Разпространение
Видът е разпространен в Австрия, Азербайджан, Армения, Белгия, България, Великобритания (Северна Ирландия), Германия, Грузия, Гърция, Дания, Естония, Иран, Ирландия, Италия, Латвия, Литва, Лихтенщайн, Люксембург, Нидерландия, Норвегия, Полша, Румъния, Русия (Дагестан, Европейска част на Русия, Западен Сибир, Ингушетия, Иркутск, Кабардино-Балкария, Калининград, Карачаево-Черкезия, Северна Осетия, Ставропол, Чечня и Читинска област), Словакия, Сърбия (Косово), Турция, Украйна (Крим), Унгария, Финландия, Франция, Черна гора, Чехия, Швейцария и Швеция.